# Brabham BT52
Pour les articles homonymes, voir Brabham.
Chronologie des modèles (1983)
Brabham BT50 Brabham BT53
La Brabham BT52 est une monoplace engagée par l'écurie britannique Brabham Racing Organisation dans le cadre du championnat du monde de Formule 1 1983. Elle est pilotée par le Brésilien Nelson Piquet et l'Italien Riccardo Patrese. Elle a signé trois meilleurs tours en course, deux pole position et a remporté quatre victoires.

## Résultats en championnat du monde de Formule 1

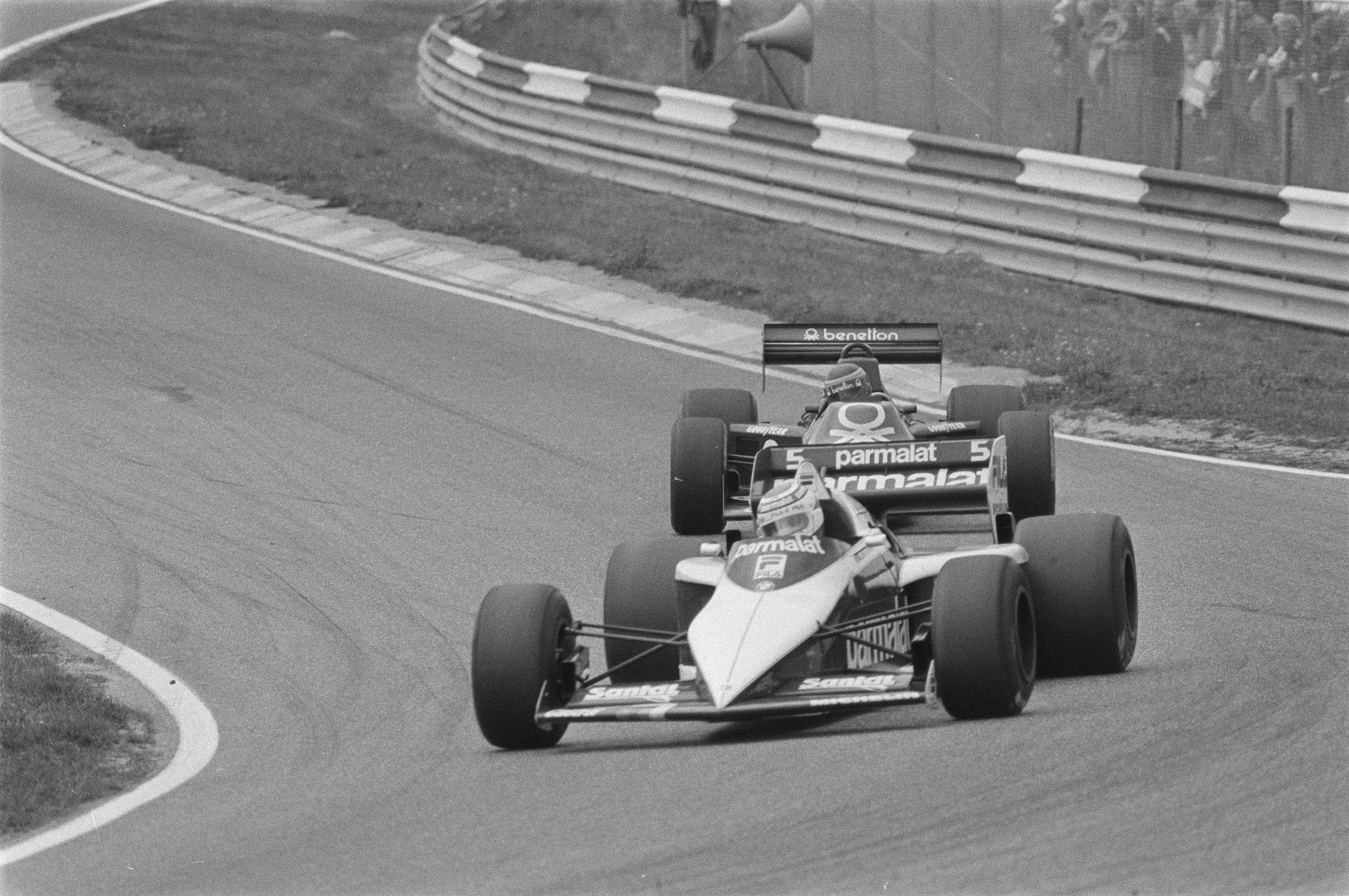
Nelson Piquet devant Michele Alboreto lors du Grand Prix automobile des Pays-Bas 1983.

| Saison | Écurie     | Moteur        | Pneus    | Pilotes          | Courses | Courses | Courses | Courses | Courses | Courses | Courses | Courses | Courses | Courses | Courses | Courses | Courses | Courses | Courses | Points inscrits | Classement |
| Saison | Écurie     | Moteur        | Pneus    | Pilotes          | 1       | 2       | 3       | 4       | 5       | 6       | 7       | 8       | 9       | 10      | 11      | 12      | 13      | 14      | 15      | Points inscrits | Classement |
| ------ | ---------- | ------------- | -------- | ---------------- | ------- | ------- | ------- | ------- | ------- | ------- | ------- | ------- | ------- | ------- | ------- | ------- | ------- | ------- | ------- | --------------- | ---------- |
| 1983   | Fila Sport | BMW V6 M12/13 | Michelin |                  | BRÉ     | EUO     | FRA     | SMR     | BEL     | MON     | EUE     | CAN     | GBR     | ALL     | AUT     | P-B     | ITA     | EUR     | AFS     | 72              | 3e         |
| 1983   | Fila Sport | BMW V6 M12/13 | Michelin | Nelson Piquet    | 1er     | Abd.    | 2e      | Abd.    | 2e      | 4e      | 4e      | Abd.    | 2e      | 13e     | 3e      | Abd.    | 1er     | 1er     | 3e      | 72              | 3e         |
| 1983   | Fila Sport | BMW V6 M12/13 | Michelin | Riccardo Patrese | Abd.    | 10e     | Abd.    | Abd.    | Abd.    | Abd.    | Abd.    | Abd.    | Abd.    | 3e      | Abd.    | 9e      | Abd.    | 7e      | 1er     | 72              | 3e         |

Légende : ici